# Dubiaranea argenteovittata
Dubiaranea argenteovittata là một loài nhện trong họ Linyphiidae. Loài này được phát hiện ở Brasil và là loài điển hình của chi Dubiaranea.